# Bisaga (zahodni Kornat)
Koordinati:   43°48′30″N, 15°16′59″E
Bisaga je majhen nenaseljen otoček v Jadranskem morju, ki pripada Hrvaški.
Bisaga leži v Narodnem parku Kornati med zahodno obalo Kornata, od katerega je oddaljena okoli 0,5 km in Mano. Površina otočka je 0,094 km². Dolžina obalnega pasu meri 1,83 km. Najvišji vrh doseže višino 23 mnm. Na skrajnem severozahodnem delu Bisage leži podzemna jama.